# إم جي (عالم مارفل السينمائي)
ميشيل جونز واتسون ، المعروفة باسم إم جي ، هي شخصية خيالية صورتها زيندايا في سلسلة أفلام عالم مارفل السينمائي (إم سي يو)، وهي شخصية أصلية ضمن امتياز الوسائط التي تشيد بماري جين "إم جي" واتسون ، وهي اهتمام حب متكرر لسبايدرمان في القصص المصورة ووسائل الإعلام المختلفة.  
تم تصويرها على أنها زميلة ذكية وساخرة لبيتر باركر في سبايدرمان: العودة للوطن (2017)، وتصبح اهتمامه العاطفي بالإضافة إلى التخمين الصحيح بأن بيتر هو سبايدرمان.  تعود في سبايدرمان: لا عودة إلى الديار (2021)، وتساعد بيتر، ونيد ليدز ، والدكتور سترينج في القبض على العديد من الأشرار الذين دخلوا عالمهم من الكون المتعدد، بسبب تعويذة فاشلة لجعل العالم ينسى كشف ميستيريو أن باركر كان سبايدرمان. في نهاية المطاف، انتهى ارتباطها الرومانسي بالحياة الشخصية لبيتر بسبب قيام سترينج بإلقاء تعويذة محت إلى الأبد ذاكرة العالم عن شخصية باركر المدنية، بما في ذلك فقدان الروابط السابقة التي أقامها مع أصدقائه وأحبائه وحلفائه. 
حصلت الشخصية على مراجعات إيجابية، وتمت الإشادة بزيندايا باعتبارها عضوًا مساعدًا قويًا في فريق التمثيل، وحصلت على جائزة زحل لأفضل ممثلة مساعدة عن أدائها في فيلم بعيدا عن الوطن .

## الإنشاء والمفهوم
وفقًا لكاتب السيناريو المشارك في فيلم سبايدرمان: العودة للوطن جون فرانسيس دالي ، كان من المفترض أن تكون ميشيل بمثابة إعادة اختراع لماري جين واتسون.  في حين أن الكشف عن لقبها كان بمثابة تكريم للشخصية الداعمة داخل الكتب المصورة وغيرها من وسائل الإعلام الخاصة بسبايدرمان ، أكد رئيس استوديوهات مارفلكيفن فيجي أنها شخصية أصلية في عالم مارفل السينمائي.  وأضاف فيج: "كان لدى بيتر الكثير من الأصدقاء على مر السنين في القصص المصورة، والكثير من زملاء المدرسة والشخصيات التي تفاعل معها. لم تكن ماري جين واتسون فقط؛ ولم تكن غوين ستايسي فقط؛ ولم يكن هاري أوزبورن فقط. لذلك كنا مهتمين للغاية بالشخصيات الأخرى، ومن هنا جاءت ليز ومن هنا جاءت نسخة شخصية ميشيل." شبّه جون واتس ، مخرج سبايدرمان: العودة للوطن و سبايدرمان: بعيدا عن الوطن و سبايدرمان: لا عودة إلى الديار ، الشخصية بأليسون رينولدز التي تجسدها آلي شيدي من نادي الإفطار (1985) وليندسي وير التي تجسدها ليندا كاردليني من غريبو الأطوار والمهووسون (1999-2000).
الاسم الكامل للشخصية هو ميشيل جونز واتسون، والذي تم الكشف عنه لأول مرة في سبايدرمان: لا عودة إلى الديار . حتى تلك النقطة، كان يُشار إليها مرة واحدة باسم ميشيل وكانت تُعرف في المقام الأول باللقب إم جي؛ على الرغم من أن اسم "ميشيل جونز" مذكور من قبل الشخصية على أنه اسمها في سبايدرمان: العودة للوطن

## التصوير وتوصيف الشخصية

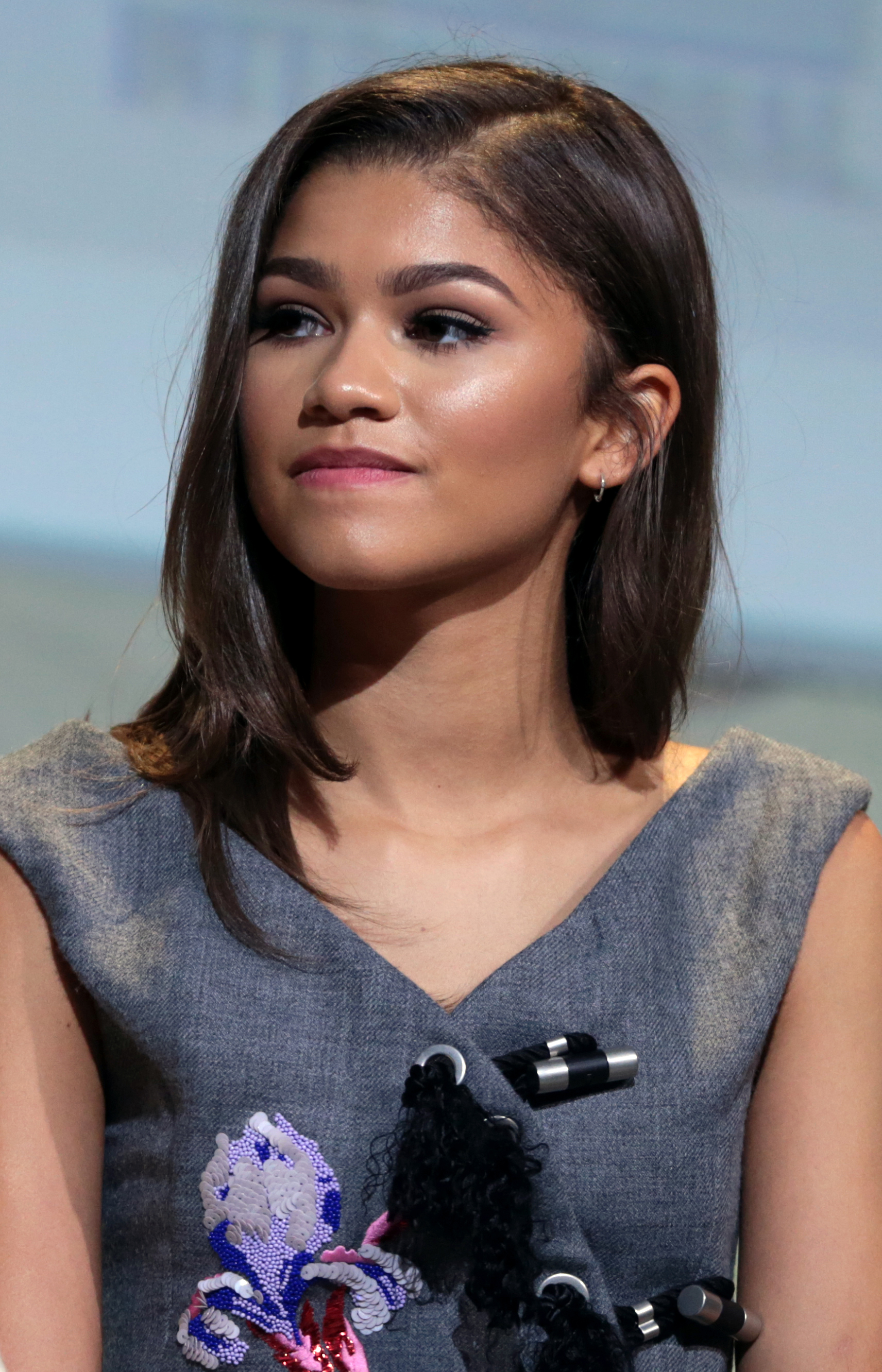
تلعب زيندايا دور الشخصية في MCU.

تم تصوير إم جي من قبل الممثلة زيندايا في عالم مارفل السينمائي كزميلة دراسة لبيتر باركر في مدرسة ميدتاون للعلوم والتكنولوجيا وزميلة في فريق العشاري الأكاديمي. تم تصويرها على أنها ناشطة سياسياً ولديها آراء ناقدة، ومنعزلة تدعي تجنب الصداقة.   وصفت زندايا الشخصية بأنها "جافة للغاية، وخرقاء، ومثقفة".  يتجلى هذا أحيانًا في شكل سخرية جامدة ،    كما هو الحال عندما وصفت بيتر ونيد بأنهما "خاسران" بسبب التحديق في حبيبته ليز من بعيد.  ومن بين هواياتها غير العادية حضور مراكز الاحتجاز لمجرد "رسم الأشخاص في الأزمات".   
على عكس الشخصيات النسائية الداعمة السابقة في أفلام سبايدرمان ، مثل ماري جين واتسون من ثلاثية سام رايمي وغوين ستايسي من أفلام سبايدرمان المذهل ، لم تكن ماري جين شخصية رومانسية ولا فتاة في محنة في بداية مسيرتها . بل صُممت شخصية ليز في البداية لدور الشخصية الرومانسية، وهو ما ارتبط بصراع باركر مع النسر.  
في الفيلم الثالث، تم إنقاذها من السقوط بواسطة تجسيد أندرو جارفيلد لـسبايدرمان ، مما أثار لحظة عاطفية لذلك سبايدرمان، في ضوء فشله في إنقاذ جوين ستايسي من مصير مماثل في الرجل العنكبوت المذهل 2. 